# Thalictrum filamentosum
Thalictrum filamentosum är en ranunkelväxtart som beskrevs av Carl Maximowicz. Thalictrum filamentosum ingår i släktet rutor, och familjen ranunkelväxter. Inga underarter finns listade i Catalogue of Life.